# Deomys ferrugineus
Deomys ferrugineus är en gnagare i familjen råttdjur (Muridae) och den enda arten i sitt släkte. Artens placering i underfamiljen Deomyinae är omstridd.

## Beskrivning
Arten når en kroppslängd av 12 till 14 cm, en svanslängd av 15 till 21 cm och en vikt av 40 till 70 gram. Ovansidan är rödbrun och på ryggens mitt något mörkare. Buken har en vit färg. Påfallande är gnagarens stora runda öron.
Gnagaren förekommer i Afrikas centrala regnskogar. Den vistas i Kongoflodens slättland och i bergstrakter upp till 1 600 meter över havet. Utbredningsområdet sträcker sig över Kamerun, Kongo-Brazzaville, Kongo-Kinshasa, Ekvatorialguinea, Gabon, Rwanda och Uganda.
Individerna vistas nästan uteslutande på marken och bygger bon av växtdelar. De letar vanligen mellan skymningen och gryningen efter föda som främst utgörs av insekter. I viss mån äter de växtdelar. Per kull föds bara upp till tre ungar.
IUCN betraktar beståndet som stabilt och listar arten som livskraftig (LC).